# Az év legjobb sportolója (FINA)
Az év legjobb sportolója vagy az év sportolója (angolul: FINA Best Athletes of the Year) elismerés a Nemzetközi Úszószövetség (FINA), valamint a FINA Aquatics World Magazine díjazása, melyet 2010 óta osztanak ki hat kategóriában: úszás, műugrás, óriás toronyugrás, szinkronúszás, vízilabda és nyílt vízi úszás. A kezdeti öt kategóriát 2013-ban bővítették, 2015-ben pedig egyes kategóriákat módosítottak. 
A FINA egy előre meghatározott kritériumrendszer alapján kidolgozott pontrendszerrel dönti el, kik kapják az év sportolója díjakat. A pontrendszerben értékelik az olimpia egyéni számaiban elért eredményeket, a világrekordokat, a FINA világkupa-sorozatában elért összetett helyezést, valamint a világranglistákon elért 1–5. helyezéseket.
A trófeákat egy hagyományos FINA-gála keretében adják át a nyerteseknek minden év elején.

## Úszás

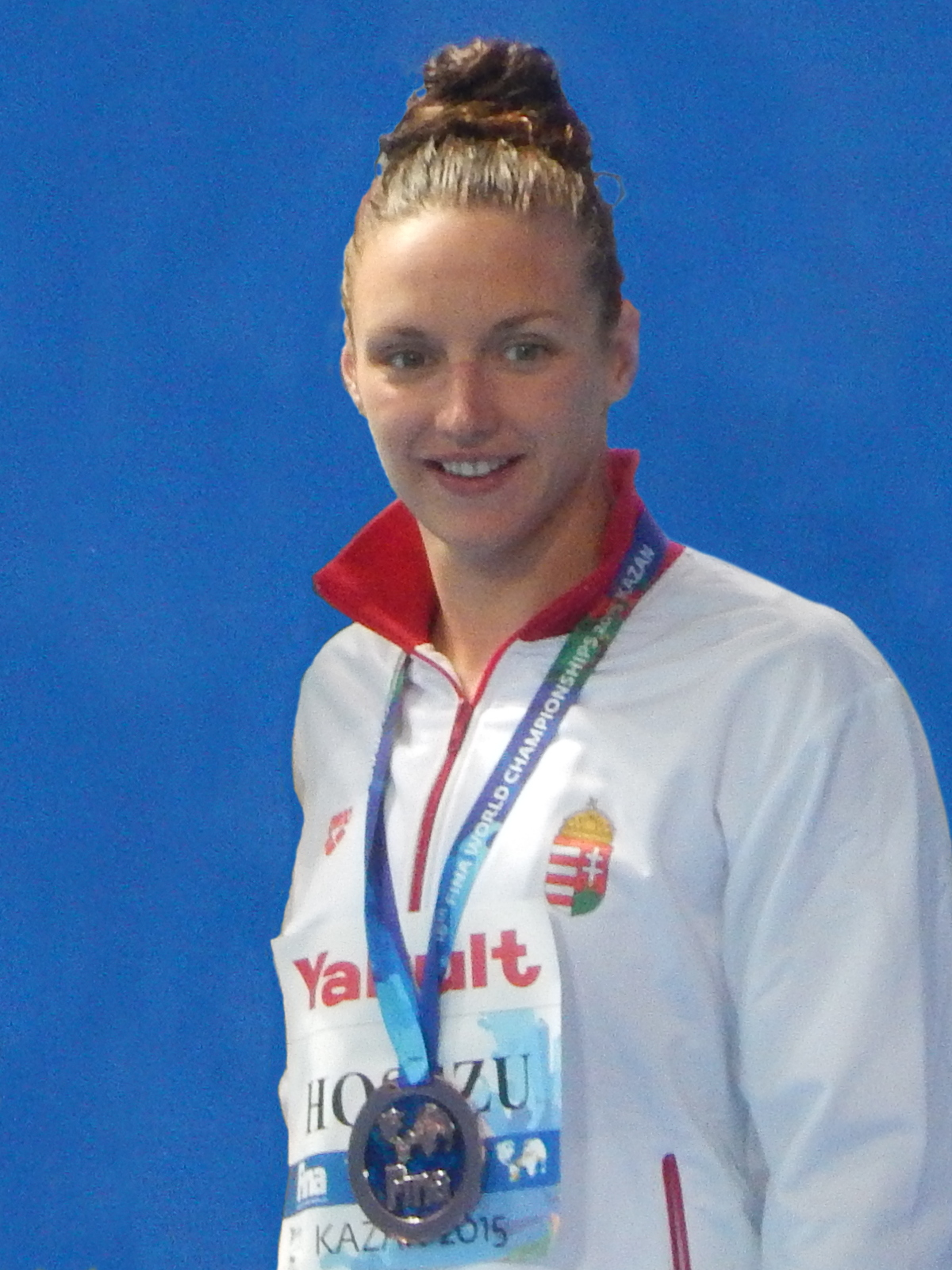
Hosszú Katinka

| Év   | Női győztes        | Ország | Férfi győztes      | Ország |
| ---- | ------------------ | ------ | ------------------ | ------ |
| 2010 | Therese Alshammar  | SWE    | Ryan Lochte        | USA    |
| 2011 | Missy Franklin     | USA    | Ryan Lochte (2)    | USA    |
| 2012 | Missy Franklin (2) | USA    | Michael Phelps     | USA    |
| 2013 | Katie Ledecky      | USA    | Ryan Lochte (3)    | USA    |
| 2014 | Hosszú Katinka     | HUN    | Chad le Clos       | RSA    |
| 2015 | Hosszú Katinka (2) | HUN    | Mitch Larkin       | AUS    |
| 2016 | Hosszú Katinka (3) | HUN    | Michael Phelps (2) | USA    |
| 2017 | Sarah Sjöström     | SWE    | Caeleb Dressel     | USA    |
| 2018 | Hosszú Katinka (4) | HUN    | Chad le Clos (2)   | RSA    |
| 2019 | Sarah Sjöström (2) | SWE    | Caeleb Dressel (2) | USA    |
| 2021 | Emma McKeon        | AUS    | Caeleb Dressel (3) | USA    |
| 2022 | Katie Ledecky (2)  | USA    | David Popovici     | ROM    |

### Legjobb úszásteljesítmény
| Év   | Női győztes       | Ország | Férfi győztes  | Ország |
| ---- | ----------------- | ------ | -------------- | ------ |
| 2015 | Katie Ledecky     | USA    | Adam Peaty     | GBR    |
| 2016 | Katie Ledecky (2) | USA    | Adam Peaty (2) | GBR    |

## Vízilabda

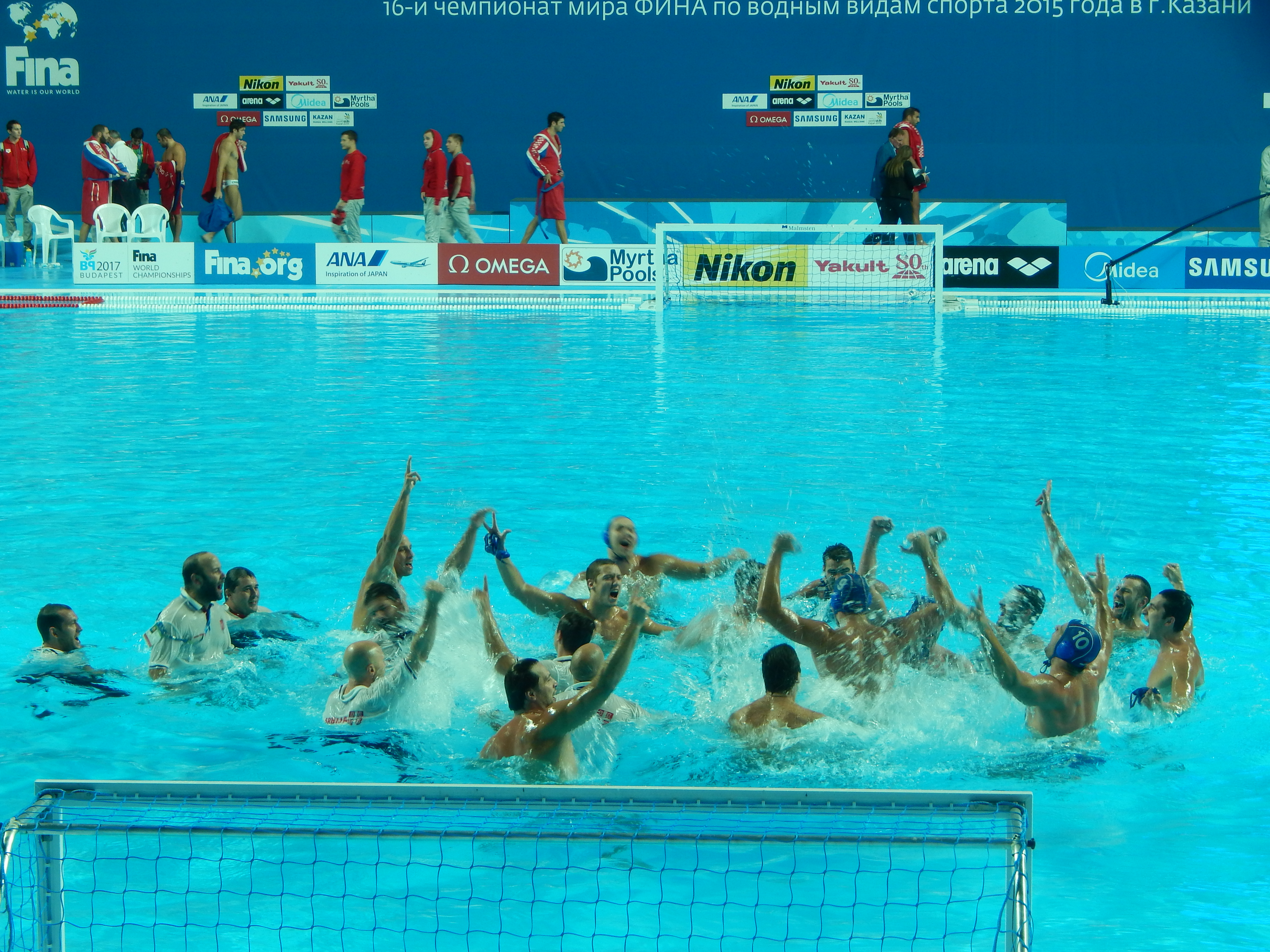
Szerb férfi vízilabda-válogatott

| Év   | Női győztes                   | Ország                        | Férfi győztes                       | Ország               |
| ---- | ----------------------------- | ----------------------------- | ----------------------------------- | -------------------- |
| 2010 | Elizabeth Armstrong           | USA                           | Vanja Udovičić                      | SRB                  |
| 2011 | Alexandra Asimaki             | GRE                           | Filip Filipović                     | SRB                  |
| 2012 | Maggie Steffens               | USA                           | Josip Pavić                         | CRO                  |
| 2013 | Jennifer Pareja               | ESP                           | Varga Dénes                         | HUN                  |
| 2014 | Maggie Steffens (2)           | USA                           | Filip Filipović (2)                 | SRB                  |
| Év   | Győztes női csapat            | Győztes női csapat            | Győztes férfi csapat                | Győztes férfi csapat |
| 2015 | Amerikai Egyesült Államok     | Amerikai Egyesült Államok     | Szerbia                             | Szerbia              |
| 2016 | Amerikai Egyesült Államok (2) | Amerikai Egyesült Államok (2) | Szerbia (2)                         | Szerbia (2)          |
| 2017 | Amerikai Egyesült Államok (3) | Amerikai Egyesült Államok (3) | Horvátország                        | Horvátország         |
| 2018 | Amerikai Egyesült Államok (4) | Amerikai Egyesült Államok (4) | Magyarország                        | Magyarország         |
|      |                               |                               | Férfi győztes                       | Ország               |
| 2019 | Amerikai Egyesült Államok (5) | Amerikai Egyesült Államok (5) | Francesco Di Fulvio                 | ITA                  |
| Év   | Női győztes                   | Ország                        |                                     |                      |
| 2021 | Maggie Steffens (3)           | USA                           | Filip Filipović (3) és Dušan Mandić | SRB                  |
| 2022 | Maggie Steffens (4)           | USA                           | Francesco Di Fulvio (2)             | ITA                  |
| 2023 | Maddie Musselman              | USA                           | Francesco Di Fulvio (3)             | ITA                  |

## Műugrás

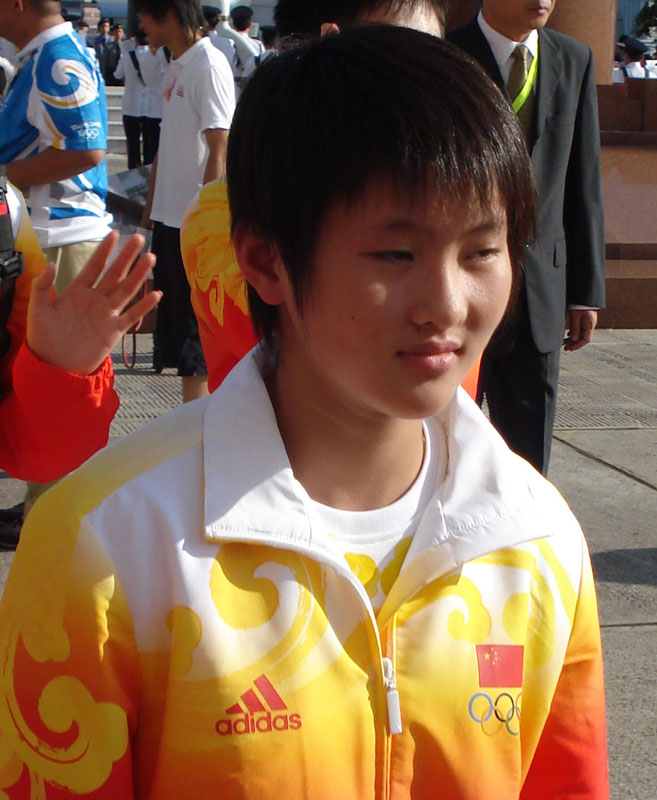
Csen Zso-lin

| Év   | Női győztes                   | Ország | Férfi győztes               | Ország |
| ---- | ----------------------------- | ------ | --------------------------- | ------ |
| 2010 | Csen Zso-lin (Chen Ruolin)    | CHN    | Patrick Hausding            | GER    |
| 2011 | Vu Min-hszia (Wu Minxia)      | CHN    | Csiu po (Qiu Bo)            | CHN    |
| 2012 | Vu Min-hszia (Wu Minxia) (2)  | CHN    | Ilja Zaharov                | RUS    |
| 2013 | Ho ce (He Zi)                 | CHN    | Ho Csung (He Chong)         | CHN    |
| 2014 | Liu Huj-hszia (Liu Huixia)    | CHN    | Cao Jüan (Cao Yuan)         | CHN    |
| 2015 | Si Ting-mao (Shi Tingmao)     | CHN    | Ho Csao (He Chao)           | CHN    |
| 2016 | Si Ting-mao (Shi Tingmao) (2) | CHN    | Csen Aj-szen (Chen Aisen)   | CHN    |
| 2017 | Si Ting-mao (Shi Tingmao) (3) | GBR    | Tom Daley                   | GBR    |
| 2018 | Si Ting-mao (Shi Tingmao) (4) | CHN    | Cao Jüan (Cao Yuan) (2)     | CHN    |
| 2019 | Si Ting-mao (Shi Tingmao) (5) | CHN    | Hszie Sze-ji (Xie Siyi)     | CHN    |
| 2021 | Si Ting-mao (Shi Tingmao) (6) | CHN    | Hszie Sze-ji (Xie Siyi) (2) | CHN    |
| 2022 | Chen Yuxi                     | CHN    | Wang Zongyuan               | CHN    |

## Óriás toronyugrás
| Év   | Női győztes          | Ország | Férfi győztes     | Ország |
| ---- | -------------------- | ------ | ----------------- | ------ |
| 2013 | Cesilie Carlton      | USA    | Orlando Duque     | COL    |
| 2014 | Rachelle Simpson     | USA    | Orlando Duque (2) | COL    |
| 2015 | Rachelle Simpson (2) | USA    | Gary Hunt         | GBR    |
| 2016 | Lysanne Richard      | CAN    | Gary Hunt (2)     | GBR    |
| 2017 | Rhiannan Iffland     | AUS    | Steven LoBue      | USA    |
| 2018 | Rhiannan Iffland (2) | AUS    | Gary Hunt (3)     | GBR    |
| 2019 | Rhiannan Iffland (3) | AUS    | Gary Hunt (4)     | GBR    |
| 2021 | Ellie Smart          | USA    | Owen Weymouth     | GBR    |
| 2022 | Rhiannan Iffland (4) | AUS    | Aidan Heslop      | GBR    |

## Szinkronúszás

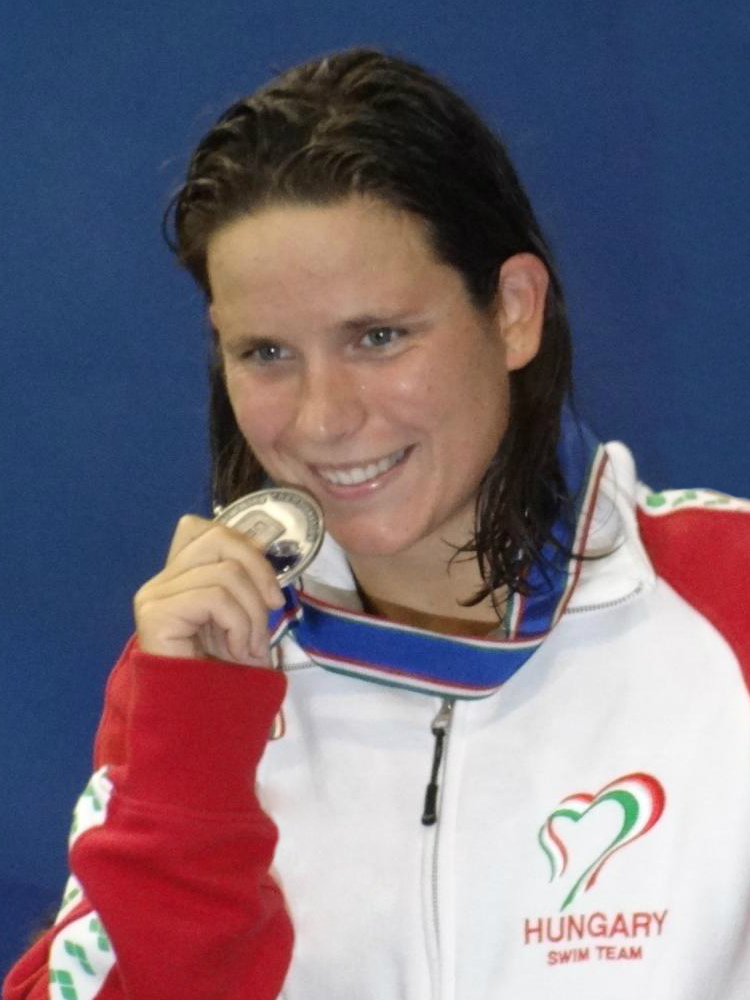
Risztov Éva

| Év   | Női győztes                                          | Ország    | Férfi győztes                          | Ország    |
| ---- | ---------------------------------------------------- | --------- | -------------------------------------- | --------- |
| 2010 | Natalja Iscsenko                                     | RUS       |                                        |           |
| 2011 | Natalja Iscsenko (2) Szvetlana Romasina              | RUS · RUS |                                        |           |
| 2012 | Natalja Iscsenko (3)                                 | RUS       |                                        |           |
| 2013 | Szvetlana Romasina (2)                               | RUS       |                                        |           |
| 2014 | Huang Hszüe-csen (Huang Xuechen)                     | CHN       |                                        |           |
| 2015 | Szvetlana Romasina (3)                               | RUS       | Alekszandr Malcev Bill May             | RUS · USA |
| 2016 | Natalja Iscsenko (4) Szvetlana Romasina (4)          | RUS · RUS | –––                                    | –––       |
| 2017 | Szvetlana Kolesznyicsenko                            | RUS       | Alekszandr Malcev (2) Giorgio Minisini | RUS · ITA |
| 2018 | Jezlizaveta Rakno                                    | UKR       | Giorgio Minisini (2)                   | ITA       |
| 2019 | Szvetlana Romasina (5) Szvetlana Kolesznyicsenko (2) | RUS · RUS | Alekszandr Malcev (3)                  | RUS       |
| 2021 | Szvetlana Romasina (6) Szvetlana Kolesznyicsenko (3) | RUS · RUS | Alekszandr Malcev (4)                  | RUS       |
| 2022 | Yukiko Inui                                          | JPN       | Giorgio Minisini (3)                   | ITA       |

## Nyílt vízi úszás
| Év   | Női győztes           | Ország | Férfi győztes        | Ország |
| ---- | --------------------- | ------ | -------------------- | ------ |
| 2010 | Ana Marcela Cunha     | BRA    | Valerio Cleri        | ITA    |
| 2011 | Keri-Anne Payne       | GBR    | Thomas Lurz          | GER    |
| 2012 | Risztov Éva           | HUN    | Uszáma el-Mellúli    | TUN    |
| 2013 | Poliana Okimoto       | BRA    | Thomas Lurz (2)      | GER    |
| 2014 | Ana Marcela Cunha (2) | BRA    | Allan do Carmo       | BRA    |
| 2015 | Ana Marcela Cunha (3) | BRA    | Jordan Wilimovsky    | USA    |
| 2016 | Sharon van Rouwendaal | NED    | Ferry Weertman       | NED    |
| 2017 | Ana Marcela Cunha (4) | BRA    | Olivier Marc-Antoin  | FRA    |
| 2018 | Ana Marcela Cunha (5) | BRA    | Ferry Weertman (2)   | NED    |
| 2019 | Ana Marcela Cunha (6) | BRA    | Rasovszky Kristóf    | HUN    |
| 2021 | Ana Marcela Cunha (7) | BRA    | Florian Wellbrock    | GER    |
| 2022 | Ana Marcela Cunha (7) | BRA    | Gregorio Paltrinieri | ITA    |